# Carcharhinus obscurus
Carcharhinus obscurus је рушљориба из реда Carcharhiniformes. Ова врста настањује тропске и умерено топле воде мора широм света, најчешће на дубинама око 400 м. Популација Carcharhinus obscurus лети мигрира према половима, прелазећи стотине хиљада километара. Ова врста је једна од најкрупнијих од свих ајкула, могу бити дужине до 4,2 м и тешке 347 кг.
Ова ајкула има витко тело, а може се препознати по краткој и округлој њушци, дугим перајима и грби између првог и другог леђног пераја. Одрасле јединке хране се разнолико, углавном са правим кошљорибама, ситним ајкулама, раковима и главоношцима, али повремено и морских звездама, сисарима, корњачама и лешевина неких животиња. Врста је живахна са трогодишњим реподуктивним цуклусом; женке носе од 3 до 14 потомака после гестацијског периода који траје од 22 до 25 месеци, након чега је годину дана потребно да поново затрудне. Женке могу дугорочно да чувају сперму и да одраде оплодњу када за то постоје услови. Carcharhinus obscurus споро сазревају, сексуално зрели постану тек када имају око 20 година.
Због спорог размножавања ова ајкула је рањива, као и због прекомерног риболова. Carcharhinus obscurus је изузетно цењена у комерцијалном риболову због својих пераја која се користе у супи, као и због меса, коже и уља из јетре. Такође, улов ове врсте изузетно цене спортски риболовци.
Међународна унија за заштиту природе оценила је ову врсту угроженом широм света и рањиву у источним водама Сједињених Америчких Држава, где је популација опала за 15% од периода седамдесетих година 20. века. Carcharhinus obscurus сматра се потенцијално опасном због своје величине, али врло мали број напада на људе се преписује овој врсти.

## Таксономија и еволуција
Француски природњак Чарлс Александар Лесур објавио је први научни опис ове врсте 1818. године у часопису Academy of Natural Sciences of Philadelphia. Лесур је ову врсту назвао Carcharhinus obscurus. латинска реч obscurus значи дим или таму, што се вероватно односи на боју ове рибе. Каснији аутори препознали су ову врсту као припадницу рода Carcharhinus. Лесур је опис објавио на основу примерка уловљеног у северном водама Сједињених Држава.
У многим старијим литературама име ове ајкуле било је Carcharias, а потом и Carcharhinus, а имена су дали 1882. године Дејвид Џордан и Чарлс Хенри Гилберт. Иако су Џордан Гилберт помињали чељусти ове ајкуле, касније је откривено да су описивали чељусте ајкуле C. brachyurus. Друга уобичајена имена за ову врсту су сиви морски пас, речни китов, смеђи морски пас и витки морски пас.
Зуби ове врсте представљени су добро у фосилним записима. Они пронађени потичу из периода миоцена а нађени су у Египту и на Флориди и Венецуели. Зуби из периода миоцена слични су данашњим зубима ове врсте. Такође, чељусти ове врсте пронађени су у Северној Каролини и потичу из периода пеистоцена-холоцена. Џек Герик је 1982. године објавио филогенетску анализу C. galapagensis засновану на морфологији.

## Распрострањеност и станиште
распрострањене су широм света, највише у тропским и умерено тропским водама. Настањује западне воде Атлантског океана, од Масачусетса до јужних вода Бразила, укључујући Бахаме и Кубе.
Ова врста такође је присутна у источним водама Атлантског океана, а присутна је у водама следећих држава: Мексико, Аустралија, Шпанија, Кина, Бразил, Јапан, Индија, Либија, Алжир, Мароко, Јужноафричка Република, Мадагаскар, Чиле, Никарагва, Португал, Малта, Куба, Бахамска острва, Зеленортска острва, Сенегал, Сијера Леоне, Тунис, Сједињене Америчке Државе, Венецуела, Колумбија, Италија, Панама, Гватемала, Хондурас, Грузија, Салвадор, Белизе, Гвајана, Суринам, Француска Гвајана, Саудијска Арабија, Египат, Судан, Сомалија, Еритреја, Јемен, Боливија, Уједињено Краљевство, Барбадос, Хонгконг и Канада.
Током студије спроведене у Мексичком заливу, откривено је да ова врста углавном проводи време на дубинама од 10 до 80 м, а понекада и на дубини од 200 м. Познато је да ова врста у ретким случајевима плива и до 400 м дубине. Преферира температуру воде од 19 до 28 °C.  је номадска врста, која се често сели и пређе око 3.800 км. Примерци ове врсте се из вода Северне Америке мигрирају према северу, где су топлије воде, а зими се повлаче према екватору.
У водама Јужне Африке, млади примерци и женке ове врсте крећу се у правцу југа и севера и придружују одраслима тек након неколико година из непознатих разлога. Осим тога, млади примерци проводе лето у зони сурфовања уз обале, а јесен и зиму у приобалним водама, некада дубине само до 2,2 м. Крупнији примерци ове врсте мигрирају до јужних вода Мозамбика. На западу Аустралије одрасли и млади примерци ове врсте мигрирају премао обали у лето и јесен.

## Опис
Једни од највећих чланова ове врсте достићу од 3,2 м и буду тешки до 160 килограма. Максимална забележена дужина Carcharhinus obscurus је 4,2 м, а тежина 347 килограма. Женке су крупније од мужјака. Ова ајкула има витко тело са широком и заобљеном њушком. Очи су средње величине и преко њих се налазе заштитне мембране, док уста имају мале бразде на угловима и садрже 13 до 15 зуба са обе стране чељусти. Горњи зуби ове врсте су изразито широко, троугласти и благо коси, са јаким резовима, док су доњи зуби ужи и усправнији. Ова врста има пет пара шкржних прореза.
Велика петокрална пераја чие петину дужине тела и сужавају се на крају. Прво леђно пераје је умерене величине и помало искривљено, са шиљатим врхом, док се друго леђно пераје налази насупрот аналном перају. Између дорзалних пераја присутна је грба. Каудално пераја је велико са добро развијеним доњим режњевима и вентралним зарезом близу врха горњег режња.
Carcharhinus obscurus је бронзано до плаво-сиве боје, доња страна тела јој је бела, док се на боковима налази светлије пруге. Пераје, посебно са доње стране петокралних пераја тамно је на врху, нарочито код младих примерака. Одрасли примерци често бораве у близини бродова, далеко од копна. Студија спроведена у водама Северне Каролине известила је да је просечна брзина пливања ове врсте 0,8 км по једном сату. Познати паразити ове врсте су Anthobothrium laciniatum, Dasyrhynchus pacificus, Platybothrium kirstenae, Floriceps saccatus, Tentacularia coryphaenae, Triloculatum triloculatum, Dermophthirius carcharhini, Loimos salpinggoides, Stibarobdella macrothela, Pandarus cranchii, P. sinuatus, P. smithii и Petromyzon marinus.
Зрели примерци ове врсте немају природне непријатеље, понекада долазе у сукобе са морским псима као што су Carcharias taurus, Carcharodon carcharias и Galeocerdo cuvier. Млади примерци ове врсте крећу се у групама и често десектују популацију правих кошљориба у водама уз обалу, што има негативне последице по биодиверзитет локалног екосистема.
Carcharhinus obscurus храни се на свим воденим стубовима, нарочито на дну. Током мировања појединац ове врсте може да потроши преко једне десетине свој телесне тежине. Ова врста храни се са пелагијским рибама укључујући инћуне, харинге, туне скуше, Carangidae, Synodontidae, Squatina, праве раже, Decapoda, морске звезде, ретко морске корњаче, морске сисаре, ракове иглавонишце.
У северозападном Атлантику око 60% прехране ове врсте паса састоји се од правих кошљориба, а такође битна храна су им и ракови. У јужноафричким и аустралијским водама, праве кошљорибе су такође најважнија врста плена. Новорођени и млади примерци ове врсте углавном се хране пелагијским рибама попут сардина и лигњи; старији примерци крупнији од 2 м хране се такође правим кошљорибама.

## Биологија и екологија
Као и код других ајкуле, ембриони ове врсте се током развитка хране жуманцем. Парење се одвија током пролећа у водама северозападног Атлантског океана, а верује се да у другим водама нема репродуктивних сезоналности. Женке могу да складиште сперму мужјака, што је корисно јер оне могу одређивати време када ће ући у период гестације. Са периодом гестације који се процењује на 22–24 месеца и једногодишњим мировањем између трудноћа, женке ове врсте носе најмање једно легло младих сваке три године. Величина потомака се креће од 3 до 16, при чему је 6 до 12 типично и није у корелацији са величином женке. Морски пси у западном Атлантику производе имају нешто мање потомак од оних из југоисточног Атлантика (у просеку 8 наспрам 10 по леглу).
Зависно од региона, рађање се може догодити било када током године. У северозападним водама Атлантика, млади примерци долазе на свет током зиме, све до лета, док се у водама западне Аустралије рађају у јесен. Женке се свуда крећу у плитким стаништима или лагунама, јер су таква подручја богата храном и склоништа од предатора.
новорођене ајкуле су пријављене од касне зиме до лета у северозападном Атлантику, љети и падају у западној Аустралији, а током цијеле године са врхунцем у јесен изван јужне Африке. Женке се крећу у плитким обалним стаништима, као што су лагуне да би се родиле, јер таква подручја својим штенадима нуде богате намирнице и склониште од предатора.
Ова подручја позната су дуж обала КваЗулу-НаталА, југозападне Аустралије, западних вода Баха Калифорније и источних вода Сједињених Држава од Њу Џерзија до Северне Каролине.
Тек рођени примерци су дужине од 0,7 до 1 м, а што их је мање у леглу, могућност је да ће се родити крупнији. Постоје докази да женке могу одредити величину својих потомака како би побољшале шансе за преживљавање у бољим или лошијим условина и станишту. Женке такође својим потомцима пружају резерве енергије које су смештене у јетри, која чини петину масе новорођенчади и одржава их све док не науче да самостално лове. Carcharhinus obscurus једна је од најспорзије растућих врста морских паса, а сексуалну зрелост одстиже тек у касним годинама. На основу великог броја студија, закључено је да је стопа раста иста код ових врста у свим водам асвета. Годишња стопа раста ове врсте је од 8 до 11 цм, током првих пет година живота. Верује се да им је максимални животни век од 40 до 50 година или више.

## Контакт са људима
Сматра се да је Carcharhinus obscurus доста опасна за људе због тога што је крупна, мада није много познато како се понаша према људима под водом. Међународни спис о ове врсте од 2009. године наводи да је одговорна за шест напада на људе и бродове, од којих су три била беспровоцирана а један се завршио кобно. Међутим, напади ове врсте приписани с Бермуда и других острва вероватно су у узроковале галапагоске ајкуле. Мреже које се користе како би се заштитили купачи на плажама Аустралије заробиле су велики број примерака ове врсте од 1978. до 1999. године. Млади примерци ове врсте често су у јавним акваријума широм света.
Carcharhinus obscurus једна је од најтраженијих врста због његовог пераја, која су велика. Поред тога, месо ове врсте продаје се свеже, смрзнуто, сушено, сољено или димљено, користи се његова кожа, као и уље из јетре које се прерађује у витамине. Риболов на њих најзаступљенији је у водама Северне Америке, југозападне Аустралије и Јужне Африке, а лове се углавном на парангал. Риболов на ову врсту у Аустралији започео је четрдесетих година 20. века, а проширио се седамдесетих и давао је око 500 до 600 тона годишње. У тадашњој пракси риболова користиле су се мреже које су циљале искључиво младе примерке ове врсте, а у прве три године, ухваћено је од 18 до 28% младих јединки Carcharhinus obscurus. Демографски модели сугерирају да је риболов одржив, под условом да стопа смртности морских паса дужине преко 2 м буде испод 4%.
Међународна унија за заштиту природе оценила је ову врсту као угрожену у целом свету. Америчко друштво за рибарство оценило је популацију Carcharhinus obscurus као рањиву. Врло ниска репродуктивна стопа чини ову врсту изузетно осетљивом на риболов.
Примерци ових врста са истока Сједињених Америчких Држава доста су ловљени; Истраживање стања залиха из 2006. године од стране америчке Националне службе за морско рибарство показало је да је њихова популација опала на 15-20% од седамдесетих година 20. века. НМФС је 1997. године истакао да је забринут за ову врсту што значи да гарантује брига о очувању, али није било довољно информација за уврштавање у амерички Закон о угроженим врстама. Комерцијално и рекреативно рибарство на ову врсту било је забрањено 1998. године, али то је имало ограничену ефикасност. Поред тога, рекреативни риболовци су 2003. године упркос забрани ухватили око 2.000 примерака ове врсте. Године 2005. Северна Каролина забранила је риболов на ову врсту како би она опстала у њеним водама.
Новозеландско одељење за заштиту класификовало је Carcharhinus obscurus као безбедну врсту према Новозеландском систему класификације претњи.